# Josef Melen
Josef Melen (* 27. prosince 1973 Litoměřice) je český zpěvák, hudebník, moderátor a hudební producent. V mládí žil se svými rodiči ve městě Třebenice. Od roku 2014 provozuje kavárnu.

## Kariéra
Proslavil se v osmdesátých letech především hitem Né, pětku né. Další nahrávky a spolupráce:
- 1983 – Moucha (první singl, vydal jej s Viktorem Sodomou)
- 1984 – Né, pětku né, česká verze písně No Milk Today, slova František Ringo Čech
- 1986–1989 – zpěvák a bubeník ve skupině Kroky Františka Janečka, potom několik měsíců spolupracoval se skupinou Maximum Petra Hanniga
- 1989 a dále – hrál v několika televizních pohádkách a spolupracoval s Ladislavem Štaidlem
- 1991 – autorská prvotina SP Sny a déšť. Jako student konzervatoře (zpěv) se objevil po boku Leony Machálkové, Renaty Podlipské, Radky Fišarové a dalších tehdejších studentů na muzikálových jevištích divadel ABC, Gong atd.
- 1997 – natočil album JPM za producentské a kytarové podpory Miloše Dodo Doležala (v některých písních hrál na klávesy Robert Vašíček, žijící v USA)
- 2002–2004 – CD kompilace a spolupráce na albech zahraničních vydavatelství (na projektech Rammstein – Battery, Floodland – Decay nebo Grateful Dead – Electronic). Na zahraničních projektech vystupoval pod jménem J. P. Melen.
- 2010 – nový CD singl Here Is The House; připravoval album mapující jeho hudební působení na scéně česko-slovenské pop music od roku 1980 do 2011.
- 2012 – CD Best Of Josef Melen
- 2013 – duet se sestrou Annou Tvrzníkovou Melenovou pro charitativní projekt Ray Of Hope (autoři a interpreti). CD vyšlo v USA, autorem textu, který provází všechny písně této kompilace, je bývalý izraelský premiér Shimon Peres; charitativní CD pro nadaci Život dětem s názvem Srdci blíž (klavírní doprovod a aranžmá písně Tichá noc pro zpěvačku Dianu Kalashovou; hudba a text k písni Hvězda přání, zpěv spolu s dětským sborem Pražští andělé.
- 2015 – nahrál klavír a syntezátory do duetu Karla Gotta a Petra Koláře To jenom láska zastaví čas; spolupráce jako klávesista na albu Petra Koláře A proč ne

Má na kontě několik zahraničních projektů.[zdroj?] V Česku Josef Melen působí jako profesionální moderátor a odborník na bojové sporty, především Muay Thai, ultimátní zápasy atd. Je autorem znělek mezinárodních galavečerů bojových sportů „Mr. JPM Muay Thai Mix“ a „Mr. JPM Valetudo Mix“.[zdroj?]

## Moderátor
Profesní rozhlasové začátky sahají do roku 1993, odkdy několik let moderoval ranní show na Radiu Golem pod pseudonymem Jan Allan Budíček. Vedení této rozhlasové stanice si tehdy nepřálo, aby bývala dětská hvězda používala své pravé jméno, prý by to mohlo posluchačům vadit.
V roce 1995 byl jeden z prvních rádiových moderátorů tehdy vznikajícího Rádia Relax v Kladně, kde moderoval odpolední vysílání a noční párty.
Ranní show s názvem Ranní káva s Pepou vytvářel a moderoval od jara 2014 do konce roku 2015. Součástí těchto pořadů byli minimálně jednou v týdnu také jeho kamarádi, kterým Josef Melen vymyslel přezdívky, profesor Tvrdý (Ladislav Lukucz) a pluchovník Novák (Ladislav Novák). Ranní káva s Pepou byla oblíbená také pro rozmanitost hostů, které si Josef zval do vysílání.
V říjnu 2016 Josef Melen nastoupil do moderátorského týmu stanice Český rozhlas Dvojka, kde až do 1. února 2018 připravoval a moderoval hudební autorský pořad s názvem Polední hrátky. Od roku 2019 moderuje pořad s názvem Srdcovky od Dvojky, který se vysílá od 18.30 do 19.50 na Českém rozhlase Dvojka.
Od roku 2023 moderuje na televizi A11 pořad Dobrý večer s A11, kde nahradil Jana Antonína Duchoslava.

## Diskografie

### Alba
- 1985 Josef Melen a Spolužáci
- 1987 Maškarní bál
- 1997 JPM – Král
- 2001 Bumble bee
- 2001 Dieta – Tlustá Berta
- 2003 Floodland – Decay
- 2012 Best Of Josef Melen

### Singly
- 1983 Moucha
- 1984 Né, pětku né
- 1984 Údolí vran, Vánoční zvonky (cink, cink, to cinkají zvonky)
- 1985 Mach a Šebestová, Bojím se zubaře
- 1985 Je to přichystaný, Školo, ahoj
- 1985 Né, pětku né – reedice
- 1987 Dům s pavlačí, V létě
- 1987 To jsme se nasmáli, Můj Boby
- 1990 Déšť, Sny
- 2001 Slunce a Měsíc
- 2002 Rammstein – Feuer Frei! (Du hast)
- 2011 Here I Lady, The King
- 2013 Hvězda přání

### Kompilace
- 1987 Je to senzace
- 1988 Po cestách růžových
- 1989 Piknik
- 2002 Rammstein (USA) Battery
- 2003 Grateful Dead (USA) Electronic
- 2003 Rammstein (USA) Presents vol. 5
- 2013 Ray Of Hope
- 2013 Srdci blíž